# 纽约州参议院
纽约州参议院（英語：New York State Senate）是美国纽约州议会的上議院，共有63名參议员，每届任期2年。
目前參議院由民主黨控制。在63名參議員中，民主黨一共取得43席，而共和黨則只佔有20席，令民主黨黨團得到三分之二絕大多數優勢。
跟聯邦参議院一樣，州参议院议长也是由紐約州副州長任，但只有在平票情況下才可以投下決定性一票。然而實質上，大部分會議是由参议院多數黨領袖主持，現時為民主党籍的安東尼奧·德爾加多，他于2019年1月9日上任。